# Federico il Saggio
Federico III di Sassonia, detto il Saggio (Torgau, 17 gennaio 1463 – Lochau, 5 maggio 1525), è stato il principe elettore di Sassonia (della Casata di Wettin) dal 1486 fino alla sua morte. Federico era figlio di Ernesto, Elettore di Sassonia e sua moglie 
Elisabetta di Baviera, figlia di Alberto III di Baviera.

## Biografia
Nato a Torgau, succedette al padre come Principe-elettore nel 1486; nel 1502, fondò l'Università di Wittenberg dove insegnarono Martin Lutero e Filippo Melantone.
Federico fu uno dei principi che si impegnarono per proporre la causa della riforma a Massimiliano I, Imperatore del Sacro Romano Impero, e nel 1500 divenne presidente del neo-fondato consiglio di reggenza (Reichsregiment).
Federico era il candidato che il papa Leone X aveva prescelto per il trono del Sacro Romano Impero nel 1519 — il papa gli aveva inviato la Rosa d'Oro di virtù, il 3 settembre, 1518 —, ma egli certamente fu uno degli uomini che votò per l'elezione di Carlo V. Federico cercò di proporre le tesi di Lutero dopo la Dieta di Worms del 1521, e successivamente assicurò l'esenzione dall'Editto di Worms per la Sassonia.
Egli protesse infatti Martin Lutero dal papa, ospitandolo nel suo castello di Wartburg dopo le decisioni della Dieta di Worms di mettere le tesi luterane al bando dall'Impero.
Federico morì nel 1525 a Lochau, presso Annaburg, senza aver preso moglie e venne sepolto nella Schlosskirche a Wittenberg, con una tomba progettata da Peter Vischer il Giovane. Gli succedette il fratello Giovanni.

## Le relazioni con Lutero

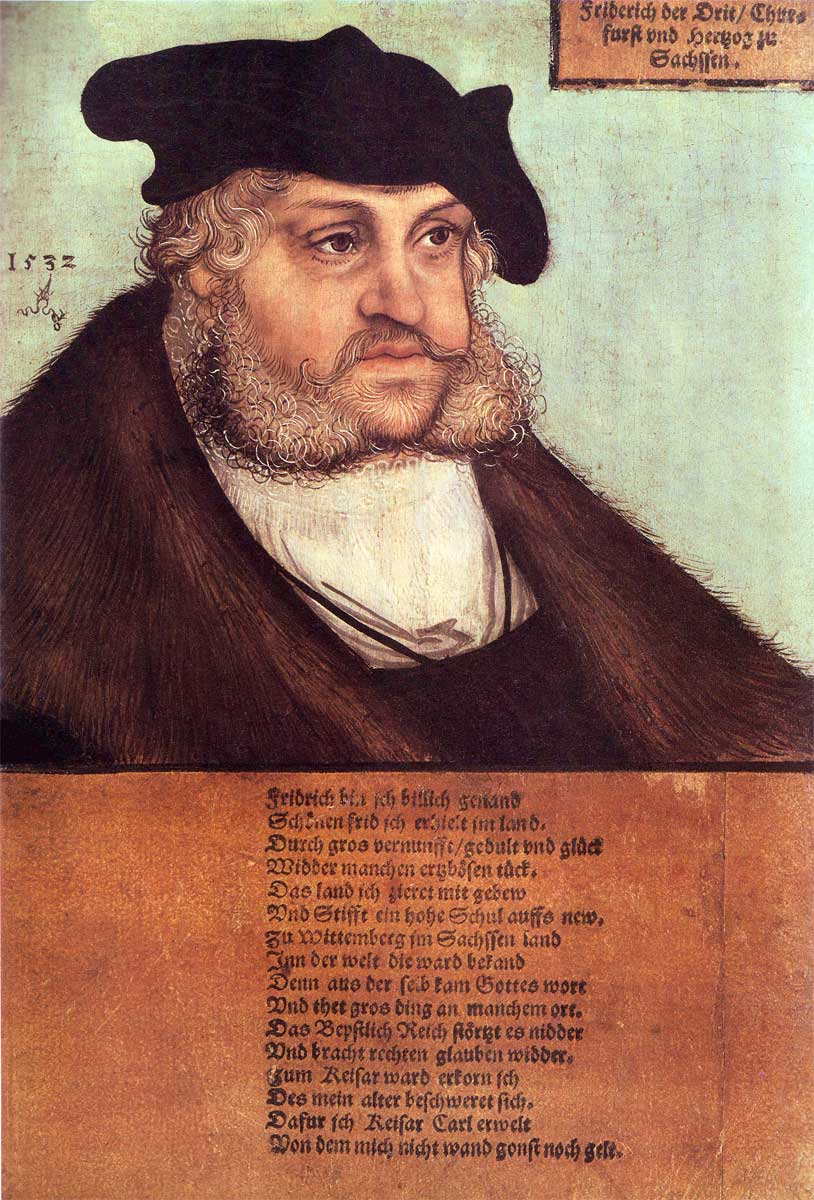
Federico il Saggio ritratto da Lucas Cranach il Vecchio (1532)

Federico sentì parlare probabilmente di Lutero per la prima volta nel 1512 quando Johann von Staupitz, il Vicario Generale degli Agostiniani, gli chiese aiuto per permettere all'allora anonimo frate sassone di compiere i propri studi a Wittenberg. Lutero aveva ottenuto il dottorato in Teologia ed era assai perito del testo sacro. Divenne perciò docente di Teologia al posto di Staupitz.
Lutero divenne ben presto uno degli insegnanti più celebrati, come si deduce dalla sua lettera indirizzata a Staupitz dell'8 aprile 1518. A seguito della bolla papale Exsurge Domine del 1520, Lutero venne tacciato di eresia per le proprie tesi e bruciò la bolla come pubblico affronto. Senza ricredersi, Federico appoggiò la sua causa per l'amore della giustizia, in quanto riteneva in cuor suo che Lutero fosse solo vittima di pregiudizi ed incomprensioni da parte della Santa Sede. Come fedele figlio della Chiesa Cattolica, però, Federico non parteggiò mai per le tesi di Martin Lutero e come uomo di legge non vi vedeva niente di errato. Egli seguì la medesima politica della Dieta di Worms.
Nonostante Lutero fosse stato dichiarato nemico pubblico tanto dall'autorità religiosa quanto da quella civile, Federico fece in modo che non venisse loro consegnato; inoltre patrocinò la sua traduzione in lingua volgare della Bibbia. Nelle sue intenzioni non è chiaro se perseguisse o meno il progetto di difendere la dottrina di Lutero di per sē: non aveva interessi religiosi particolari, se non per la sua collezione di reliquie, almeno fino al 1523.
Sebbene le sue motivazioni non siano state mai chiarite si possono avanzare tre ipotesi, anche concomitanti, che portarono alla decisione di proteggere la persona di Lutero:
- Federico era un politico abilissimo, attento osservatore e consapevole dei rapporti di forza esistenti nel complicato sistema del governo centrale dell'Impero e le sue relazioni con la Chiesa. Rifiutandosi di applicare la bolla papale del 1520 che ordinava il rogo degli scritti di Lutero[5] e non eseguendo meramente le disposizioni sulla sua consegna, ma convincendo l'imperatore Carlo V a spostare la sede del processo ad Augusta e a rilasciare un salvacondotto, si affermava l'autonomia della Sassonia[3] e più in generale il potere di ingerenza dei principi imperiali sul papato nelle faccende riguardanti il territorio e i sudditi imperiali, ma al contempo stesso si evitava lo scontro diretto.
- Aveva un debole per la sua cara Università di Wittenberg, che dall'arrivo di Lutero (1511) era finita sempre di più al centro dell’attenzione ed era sempre più frequentata e famosa, per cui perdere un tal nome avrebbe stroncato l’idillio; in più, a partire dal 1518 si era fregiata di un altro grande nome, quello dell’umanista Filippo Melantone, grande amico di Lutero.
- Possibile che Federico avesse a cuore le sorti di suo fratello, il duca Giovanni, un fervente luterano, e che perciò fece in modo di proteggere sia il frate che il fratello senza però compromettere la propria posizione con l'imperatore e con il papa.

Inoltre, Federico non conosceva le sorti del movimento di riforma, che in fondo avrebbe potuto anche trionfare, per cui era bene per lui mantenersi vago, non schierato. Per tutto ciò, conveniva sia al protetto che al protettore che la protezione fosse indiretta, non dichiarata, poiché così né l’uno né l’altro avrebbero lasciato spazio ad accuse.
Federico non fece mai professione pubblica di adesione alla nuova dottrina; si ignora persino se i due si fossero incontrati di persona (interagirono, questo è certo, per mezzo di Spalatino, spesso per iscritto).
Tuttavia le fonti evangeliche indicano che "si convertì alla fede evangelica" e che "la Sassonia era evangelica" alla sua morte, nel 1525. Storicamente non si ha riscontro di un'eventuale conversione in ambito privato, né dopo 1523, quando smise di mostrare la sua collezione di reliquie, né sul letto di morte.

## Ascendenza
|                                  |                           |                                     | Genitori                           |  |  | Nonni |  |  | Bisnonni               |  |  | Trisnonni              |  |
|                                  |                           |                                     |                                    |  |  |       |  |  | Federico I di Sassonia |  |  | Federico III di Meißen |  |
|                                  |                           |                                     |                                    |  |  |       |  |  | Federico I di Sassonia |  |  | Federico III di Meißen |  |
|                                  |                           | Caterina di Henneberg               |                                    |  |  |       |  |  | Federico I di Sassonia |  |  |                        |  |
| Federico II di Sassonia          |                           |                                     |                                    |  |  |       |  |  | Federico I di Sassonia |  |  |                        |  |
|                                  |                           | Caterina di Brunswick-Lüneburg      | Enrico di Brunswick-Lüneburg       |  |  |       |  |  |                        |  |  |                        |  |
|                                  |                           | Caterina di Brunswick-Lüneburg      | Enrico di Brunswick-Lüneburg       |  |  |       |  |  |                        |  |  |                        |  |
|                                  |                           | Caterina di Brunswick-Lüneburg      | Sofia di Pomerania                 |  |  |       |  |  |                        |  |  |                        |  |
| Ernesto di Sassonia              |                           | Caterina di Brunswick-Lüneburg      |                                    |  |  |       |  |  |                        |  |  |                        |  |
|                                  |                           | Ernesto I d'Asburgo                 | Leopoldo III d'Asburgo             |  |  |       |  |  |                        |  |  |                        |  |
|                                  |                           | Ernesto I d'Asburgo                 | Leopoldo III d'Asburgo             |  |  |       |  |  |                        |  |  |                        |  |
|                                  |                           | Ernesto I d'Asburgo                 | Verde Visconti                     |  |  |       |  |  |                        |  |  |                        |  |
| Margherita d'Austria             |                           | Ernesto I d'Asburgo                 |                                    |  |  |       |  |  |                        |  |  |                        |  |
|                                  |                           | Cimburga di Masovia                 | Siemowit IV di Masovia             |  |  |       |  |  |                        |  |  |                        |  |
|                                  |                           | Cimburga di Masovia                 | Siemowit IV di Masovia             |  |  |       |  |  |                        |  |  |                        |  |
|                                  |                           | Cimburga di Masovia                 | Alessandra di Lituania             |  |  |       |  |  |                        |  |  |                        |  |
| Federico III di Sassonia         |                           | Cimburga di Masovia                 |                                    |  |  |       |  |  |                        |  |  |                        |  |
|                                  | Ernesto di Baviera-Monaco | Giovanni II di Baviera              |                                    |  |  |       |  |  |                        |  |  |                        |  |
|                                  | Ernesto di Baviera-Monaco | Giovanni II di Baviera              |                                    |  |  |       |  |  |                        |  |  |                        |  |
|                                  | Ernesto di Baviera-Monaco | Caterina di Gorizia                 |                                    |  |  |       |  |  |                        |  |  |                        |  |
| Alberto III di Baviera           | Ernesto di Baviera-Monaco |                                     |                                    |  |  |       |  |  |                        |  |  |                        |  |
|                                  |                           | Elisabetta Visconti                 | Bernabò Visconti                   |  |  |       |  |  |                        |  |  |                        |  |
|                                  |                           | Elisabetta Visconti                 | Bernabò Visconti                   |  |  |       |  |  |                        |  |  |                        |  |
|                                  |                           | Elisabetta Visconti                 | Beatrice Regina della Scala        |  |  |       |  |  |                        |  |  |                        |  |
| Elisabetta di Baviera            |                           | Elisabetta Visconti                 |                                    |  |  |       |  |  |                        |  |  |                        |  |
|                                  |                           | Erich I di Braunschweig-Grubenhagen | Alberto I di Brunswick-Grubenhagen |  |  |       |  |  |                        |  |  |                        |  |
|                                  |                           | Erich I di Braunschweig-Grubenhagen | Alberto I di Brunswick-Grubenhagen |  |  |       |  |  |                        |  |  |                        |  |
|                                  |                           | Erich I di Braunschweig-Grubenhagen | Agnese I di Brunswick-Lüneburg     |  |  |       |  |  |                        |  |  |                        |  |
| Anna di Braunschweig-Grubenhagen |                           | Erich I di Braunschweig-Grubenhagen |                                    |  |  |       |  |  |                        |  |  |                        |  |
|                                  |                           | Elisabetta di Brunswick-Göttingen   | Ottone I di Brunswick-Göttingen    |  |  |       |  |  |                        |  |  |                        |  |
|                                  |                           | Elisabetta di Brunswick-Göttingen   | Ottone I di Brunswick-Göttingen    |  |  |       |  |  |                        |  |  |                        |  |
|                                  |                           | Elisabetta di Brunswick-Göttingen   | Margherita di Berg                 |  |  |       |  |  |                        |  |  |                        |  |
|                                  |                           | Elisabetta di Brunswick-Göttingen   |                                    |  |  |       |  |  |                        |  |  |                        |  |